# Petir (Rongkop)
Petir is een bestuurslaag in het regentschap Gunung Kidul van de provincie Jogjakarta, Indonesië. Petir telt 3080 inwoners (volkstelling 2010).